# Jutta Van de Vyver
Jutta Van de Vyver, née le 11 juin 1996 à Termonde, est une joueuse de volley-ball internationale belge évoluant au poste de passeuse. Elle est la sœur cadette d'Ilka Van de Vyver,.

## Palmarès

### Distinctions individuelles
- Ligue d'or européenne 2023 — Meilleure passeuse.